# Clarice Starling
Clarice M. Starling är en fiktiv litterär figur, introducerad i romanen När lammen tystnar (1988) av författaren Thomas Harris. Hon återkommer i den uppföljande romanen Hannibal (1999). Starling arbetar som FBI-agent.
På film spelas rollen som Clarice Starling av Jodie Foster i När lammen tystnar (1991). För denna prestation vann hon en Oscar för bästa kvinnliga huvudroll. I uppföljaren Hannibal (2001) spelas Starling av Julianne Moore.